# Lodewijk van Armagnac-Nemours
Lodewijk van Armagnac-Nemours (circa 1472 - Cerignola, 28 april 1503) was van 1481 tot aan zijn dood graaf van Guise en van 1500 tot aan zijn dood graaf van Pardiac en hertog van Nemours. Hij behoorde tot het huis Lomagne.

## Levensloop
Lodewijk was de derde zoon van Jacob van Armagnac, hertog van Nemours en graaf van La Marche, en Louise van Anjou, dochter van graaf Karel IV van Maine.
In 1477 werd zijn vader wegens hoogverraad gearresteerd en onthoofd. Ook werden diens gebieden geconfisqueerd. Lodewijk en zijn broer Jan werden na de executie van hun vader door koning Lodewijk XI van Frankrijk opgesloten in de Bastille, waar ze regelmatig slecht behandeld werden. In 1481 erfde hij na de dood van zijn oom Karel V van Maine het graafschap Guise, maar het gebied werd door Lodewijk XI geconfisqueerd.
Na de dood van Lodewijk XI en de troonbestijging van koning Karel VIII in 1483, werden Lodewijk en zijn broer Jan vrijgelaten. Hij kreeg het graafschap Guise toegewezen en erfde na de dood van zijn broer Jan in 1500 ook het hertogdom Nemours en het graafschap Pardiac.
Onder koning Lodewijk XII vocht Lodewijk in de Italiaanse Oorlogen. Nadat Franse en Spaanse troepen in 1501 het koninkrijk Napels hadden veroverd, werd Lodewijk van Armagnac-Nemours aangesteld tot vicekoning van Napels. Het bondgenootschap tussen Frankrijk en Spanje kwam echter snel ten einde en er ontstond oorlog tussen beide landen. In april 1503 voerde hij bij de Slag bij Cerignola de Franse cavalerie aan. De Fransen leden bij deze veldslag een verpletterende nederlaag en Lodewijk sneuvelde.
Lodewijk van Armagnac-Nemours was ongehuwd en kinderloos gebleven. Terwijl Nemours en Pardiac werden geannexeerd door de Franse kroon, ging Guise naar zijn jongere zus Margaretha.

## Voorouders
| Voorouders van Lodewijk van Armagnac-Nemours | Voorouders van Lodewijk van Armagnac-Nemours                          | Voorouders van Lodewijk van Armagnac-Nemours                          | Voorouders van Lodewijk van Armagnac-Nemours                          | Voorouders van Lodewijk van Armagnac-Nemours                          | Voorouders van Lodewijk van Armagnac-Nemours                               | Voorouders van Lodewijk van Armagnac-Nemours                               | Voorouders van Lodewijk van Armagnac-Nemours                                   | Voorouders van Lodewijk van Armagnac-Nemours                                   |
| -------------------------------------------- | --------------------------------------------------------------------- | --------------------------------------------------------------------- | --------------------------------------------------------------------- | --------------------------------------------------------------------- | -------------------------------------------------------------------------- | -------------------------------------------------------------------------- | ------------------------------------------------------------------------------ | ------------------------------------------------------------------------------ |
| Overgrootouders                              | Bernard VII van Armagnac (1360-1418) ∞ Bonne van Berry (1365–1435)    | Bernard VII van Armagnac (1360-1418) ∞ Bonne van Berry (1365–1435)    | Jacob II van La Marche (1370-1438) ∞ Beatrix van Navarra (1392-1412)  | Jacob II van La Marche (1370-1438) ∞ Beatrix van Navarra (1392-1412)  | Lodewijk II van Anjou (1377-1417) ∞ Yolande van Aragón (?-1404)            | Lodewijk II van Anjou (1377-1417) ∞ Yolande van Aragón (?-1404)            | Peter I van Luxemburg-Saint-Pol (1390-1433) ∞ Margaretha van Beaux (1394-1469) | Peter I van Luxemburg-Saint-Pol (1390-1433) ∞ Margaretha van Beaux (1394-1469) |
| Grootouders                                  | Bernard van Armagnac (1400-1462) ∞ Eleonora van La Marche (1407-1464) | Bernard van Armagnac (1400-1462) ∞ Eleonora van La Marche (1407-1464) | Bernard van Armagnac (1400-1462) ∞ Eleonora van La Marche (1407-1464) | Bernard van Armagnac (1400-1462) ∞ Eleonora van La Marche (1407-1464) | Karel IV van Maine (1377-1417) ∞ Isabella van Luxemburg-Saint-Pol (?-1472) | Karel IV van Maine (1377-1417) ∞ Isabella van Luxemburg-Saint-Pol (?-1472) | Karel IV van Maine (1377-1417) ∞ Isabella van Luxemburg-Saint-Pol (?-1472)     | Karel IV van Maine (1377-1417) ∞ Isabella van Luxemburg-Saint-Pol (?-1472)     |
| Ouders                                       | Jacob van Armagnac (1433-1477) ∞ Louise van Anjou (1445-1477)         | Jacob van Armagnac (1433-1477) ∞ Louise van Anjou (1445-1477)         | Jacob van Armagnac (1433-1477) ∞ Louise van Anjou (1445-1477)         | Jacob van Armagnac (1433-1477) ∞ Louise van Anjou (1445-1477)         | Jacob van Armagnac (1433-1477) ∞ Louise van Anjou (1445-1477)              | Jacob van Armagnac (1433-1477) ∞ Louise van Anjou (1445-1477)              | Jacob van Armagnac (1433-1477) ∞ Louise van Anjou (1445-1477)                  | Jacob van Armagnac (1433-1477) ∞ Louise van Anjou (1445-1477)                  |